# Acropàquia tiroidal
L'acropàquia tiroidal és uns forma poc habitual d'acropàquia (un trastorn mèdic caracteritzat per la formació de nou os subperiòstic). De vegades s'associa amb la malaltia de Graves, i dermopatia tiroidal. però no amb altres causes d'hipertiroïdisme.
No existeix cap tractament efectiu per a l'acropàquia tiroidal, i és una manifestació extrema de les malalties autoimmunitàries de la tiroide.